# 天主教伊图尤塔巴教区

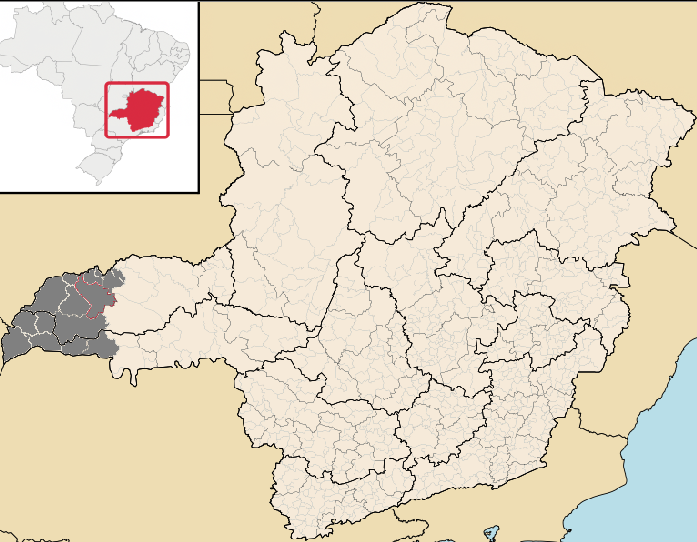
天主教伊图尤塔巴教区

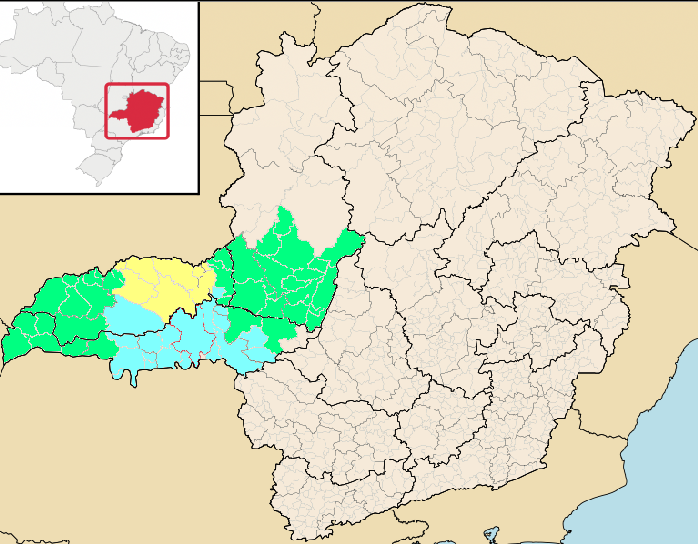
Ecclesiastical Province of Uberaba.

Regional CNBB Leste 2.

天主教伊圖尤塔巴教區（拉丁語：Dioecesis Ituiutabensis），是巴西一個天主教教區，位於米納斯吉拉斯州西部。屬烏貝拉巴總教區。
教區成立於1982年10月16日。2006年有教友295,000人，佔總人口85.5%。有三十二個堂區、司鐸四十二人。現任教區主教為方濟·嘉祿·達席爾瓦。